# Puumala
Puumala er en kommune og en by i Finland. Den er lokaliseret i landskabet Østfinlands len og det er en del af Södra Savolax. Kommunen har et befolkningstal på 2.291 (30. juni 2015) og dækker et areal på 1.237,7 kvadratkilometer. Befolkningstætheden er på 2,88 pr. km2.
98,9 % af befolkningen har finsk som modersmål.
Hovedruten gennem regionen er rute 62, som forbinder Mikkeli med det nordlige Imatra i syd.
Indtil 1995 udgjorde en kabelfærge forbindelsen mellem de to sider af Puumalansalmi-strædet. I 1995 erstattede en 781 meter lang bro kabelfærgen. Broen fremstår som en dominant struktur, når den på afstand ses fra Puumala bycentrum.
Puumala har i forhold til indbyggertallet relativt god service. I byens centrum er der et posthus, en alkobutik, en kiosk, flere supermarkeder og enkelte restauranter. Årsagen, til at disse virksomheder kan overleve, er at Puumalas indbyggertal tredobles i sommermånederne.